# Соголов, Абрам Маркович
Абрам Маркович (Мордкович) Соголов (1913—1990) — советский конструктор боеприпасов, лауреат Государственной премии СССР. Член КПСС с 1942 , член ВКП(б) с 1943 года. 
Родился в 1913 году в Киеве, в еврейской семье. Отец Мордко Абович Соголов был торговцем, чем известной купеческой семьи первой гильдии, до 1917 года имевшим собственную лавку. 
В 1932 году закончил Московский радио-техникум 
В 1939 закончил Московский институт инженеров связи
Работал на предприятиях Наркомата связи СССР.
С 1941 г. в РККА, участник войны, гвардии инженер-капитан, заместитель старшего инженера полка 12-й гвардейской авиационной дивизии. Награждён орденами Красной Звезды (1943), Отечественной войны II степени (1944, 1985), медалями «За оборону Сталинграда», «За взятие Будапешта».
С 1945 г. работал в Государственном НИИ № 504 (изготовление радиоаппаратуры для массовых боеприпасов, в первую очередь, радиовзрывателей для зенитных снарядов и бомб).
С 1954 г. начальник 5-го отдела НИИ-571 (позднее - НПО «Дельта»), руководил конструкторской работой по новым системам радиовзрывателей.
С 1970-х гг. главный конструктор НПО «Дельта».
Лауреат Государственной премии СССР.
Похоронен на Востряковском кладбище, квадрат 46, ряд 14.

## Патенты
Radio proximity fuse parameter measurement unit - совместно с Иннокентий Петрович Петров, Лев Яковлевич Геллер. Правопреемник - НПО «Дельта».